# Lesteva punctata
Lesteva punctata är en skalbaggsart som beskrevs av Wilhelm Ferdinand Erichson 1839. Lesteva punctata ingår i släktet Lesteva, och familjen kortvingar. Enligt den finländska rödlistan är arten akut hotad i Finland. Arten är reproducerande i Sverige. Artens livsmiljö är källmiljöer.